# Spirit – divoký hřebec
Spirit – divoký hřebec (anglicky Spirit: Stallion of the Cimarron) je animovaný film z produkce z produkce DreamWorks Animation. Byl uveden v roce 2002. Písničky k filmu nazpíval Bryan Adams.

## Děj
Příběh začíná s narozením mustanga. Žije spokojeně v divočině se svou matkou. Později potkává americké kolonisty. Ti ho chytí a chtějí zkrotit metodou, která se dříve k výchově koní klasicky používala. Chtějí ho zlomit. Shodou okolností je ve stejné pevnosti držen indiánský chlapec. Mustang s ním uprchne. Setká se s jeho klisnou, Rain, která ho naučí nebát se lidí, a do které se „zamiluje“. Ačkoli jsou všichni tři pronásledováni zlými kolonisty, nakonec se dostanou do bezpečí. Chlapec zpátky do své vesnice, a mustang i s Rain ke svému stádu.